# Caganer

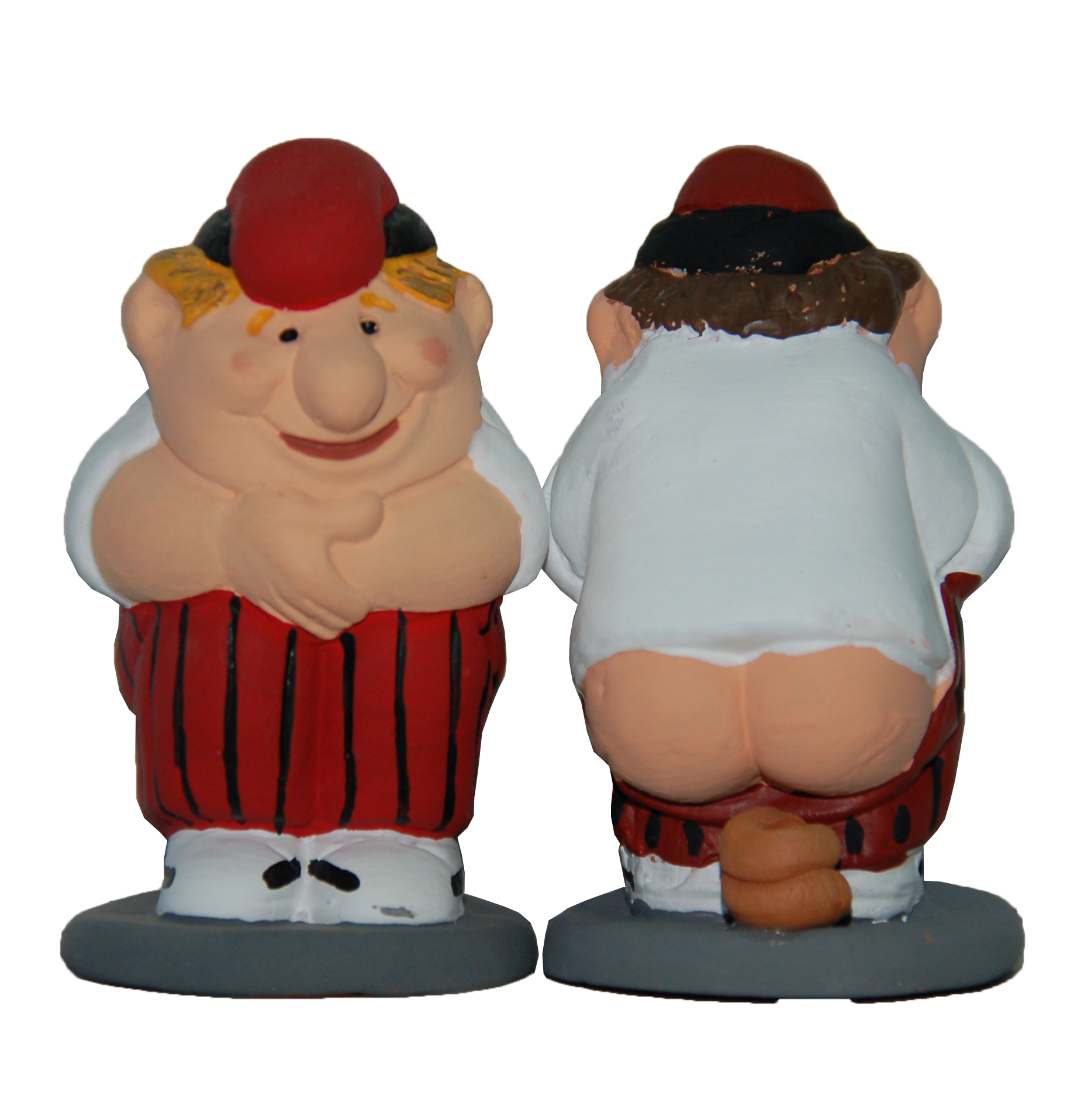
Um caganer.

Um caganer (em língua catalã), cagão ou cagador é uma figura de uma pessoa a defecar que se pode encontrar nos presépios, como tradição na Catalunha e na Comunidade Valenciana. É usado como um símbolo de boa sorte e prosperidade,pois está relacionado com a adubação do solo para o próximo ano.
Também é frequente esta figura nos presépios das Ilhas Canárias e noutras zonas de Espanha (região de Murcia, por exemplo), sendo designado de cagón.
Em algumas regiões de Portugal também aparece esse tipo de figura e recebe o nome de cagão e cagador.